# Túnel Noel Rosa
O Túnel Noel Rosa localiza-se entre os bairros de Vila Isabel e Riachuelo, cidade do Rio de Janeiro, no Brasil.
Seu nome foi dado em homenagem ao genial compositor Noel Rosa, um dos mais importantes da música brasileira.

## História
Projetado em meados de 1972 como parte da Linha Verde, teve suas obras iniciadas em novembro daquele ano, a um custo de Cr$ 28.667.000,00  (cerca de R$ 69 milhões em valores atuais, usando o IGP-DI disponível no site do Banco Central )
Em fevereiro de 1976 as obras estavam atrasadas e haviam estourado seu orçamento em quase três vezes, indo a Cr$ 75.000.000,00. Dessa forma o governo do Rio paralisou as obras, estimadas em 60% concluídas. As obras foram lentamente retomadas em maio, embora não houvesse prazo de conclusão. Em outubro, as obras param novamente, faltando apenas a implantação de iluminação e dos acessos do túnel. O governo do Rio esperava  conseguir um financiamento federal da Empresa Brasileira de Transportes Urbanos para concluir as obras. Esses recursos (cerca de Cr$ 31 milhões) foram obtidos apenas em junho de 1977. Apesar de não ter acessos, sinalização, iluminação e parte da pavimentação, alguns motoristas se arriscavam cruzando clandestinamente o túnel que se encontrava sem vigilância e abandonado.
Após quase seis anos de obras, estouro no orçamento (custo de Cr$ 96 milhões, muito acima dos Cr$ 28 milhões de 1972), a fusão dos estados da Guanabara e do Rio de Janeiro e duas gestões (Chagas Freitas e Floriano Peixoto Faria Lima), o túnel é parcialmente inaugurado (galeria inferior) em 19 de abril de 1978. As obras da galeria superior foram inauguradas em 9 de novembro de 1978, exatos seis anos após o início das obras.
Com 720 metros de extensão, possui duas galerias sobrepostas, de 9 metros de largura, que atravessam a Serra do Engenho Novo.
É, como a avenida Pastor Martin Luther King Jr. (antiga Automóvel Clube) um dos poucos trechos existentes da chamada Linha Verde, ou RJ-083, via expressa projetada na década de 1960, juntamente com a Linha Vermelha e a Linha Amarela.
Após anos de abandono, a prefeitura do Rio foi obrigada a contratar em 2016 obras de recuperação do Túnel, orçadas em R$ 21,6 milhões. As obras preveem recuperação estrutural, tratamento de infiltrações, recuperação de pavimento e juntas de dilação, sistemas de iluminação, sinalização visual e pintura.

## Ônibus
- 623 - Penha - Saens Peña (Via Túnel Noel Rosa) - Viação Nossa Senhora de Lourdes